# Interamna Lirenas

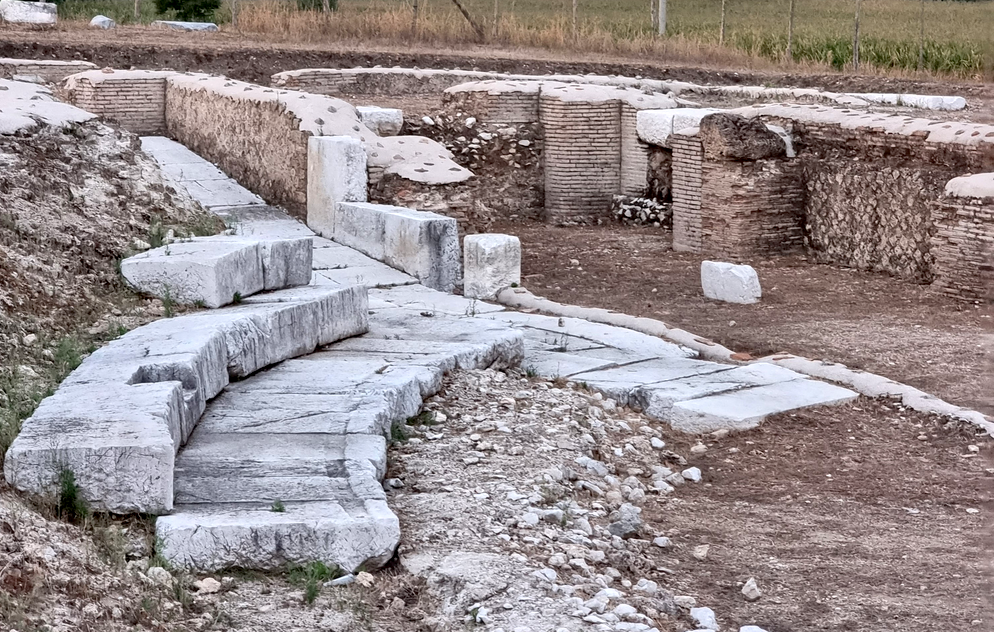
Theater Interamna Lirenas

Interamna Lirenas (auch Interamna Sucasina) war eine antike römische Stadt im südlichen Latium.

## Lage und Name
Der Ort lag etwa 80 Kilometer südlich von Rom im Tal des Liri, eines der Quellflüsse des Garigliano (in der Antike: Liris), auf dem linken Ufer des Flusses an seinem Zusammenfluss mit dem Rio Spalla Bassa, nahe der Via Latina beim modernen Pignataro Interamna. Der lateinische Name Interamna bedeutet „zwischen den Flüssen“. Die Beinamen Lirenas (nach dem Fluss Liris) oder Sucasina erhielt die Stadt zur Unterscheidung von Interamna Nahars (Terni) und Interamna Praetuttiorum (Teramo).

## Geschichte
Der Ort war seit dem 7. Jahrhundert v. Chr. besiedelt, zunächst von Aurunkern, Volskern und Samniten. 312 v. Chr. gründeten die Römer dort eine Colonia latinischen Rechts zur Sicherung des Liris-Tals gegen die Samniten. 294 v. Chr. wurde ihr Territorium von den Samniten verwüstet. Dies wiederholte sich 212 v. Chr., als Hannibal entlang der Via Latina gegen Rom zog. Offenbar war Interamna so schwer betroffen, dass es Rom später keine Hilfe gegen Hannibal leisten konnte und deswegen zusammen mit elf weiteren Kolonien gegen Ende des Krieges bestraft wurde. Im Bundesgenossenkrieg wurde Interamna 90 v. Chr. ein römisches Municipium, das der Tribus Teretina angehörte.
Interamna blieb ein Municipium in der römischen Kaiserzeit, doch ist aus historischen Quellen über die Stadt zu dieser Zeit wenig bekannt. Ihre Bedeutung sank vermutlich spätestens in der Spätantike, nach der es nicht mehr erwähnt wird; vermutlich wurde es um das Jahr 500 aufgegeben. Häuser und Straßen wurden von den folgenden Generationen als Baumaterial benutzt und dabei großenteils zerstört. Heute ist an der Stelle, wo einst einige Tausend Menschen lebten, neben einer kaum noch erhaltenen mittelalterlichen Burg Terame nur noch flaches Land zu sehen.

## Forschung
Die Überreste von Bauwerken und Inschriftenfunde ließen schon im 19. Jahrhundert darauf schließen, dass Interamna in der Kaiserzeit nicht unbedeutend gewesen sein konnte. Kürzliche Bodenradarmessungen haben bestätigt, dass die Siedlung zu dieser Zeit kein kleines Dorf war, sondern eine reiche belebte Stadt. Deutliche Hinweise gaben die durch die geophysikalischen Messungen erkannten großen Ausmaße des Theaters und des Marktplatzes, als auch anderer öffentlicher Gebäude.
Die neuen Erkenntnisse über die Siedlung sind das Ergebnis eines 2010 gestarteten Projektes italienischer Forscher und der Universität Cambridge, das darauf zielt zu erforschen, was in den antiken römischen Gründungen während der römischen Eroberung der Italienischen Halbinsel geschah. Interamna Lirenas wurde wegen seiner Größe gewählt. Es war während der Hochzeit Roms nicht deutlich gewachsen. Das bedeutet für die Forscher, dass die originale Form und Ausdehnung der Kolonie noch möglicherweise erhalten ist. Ziel der Forschungen der nächsten Jahre soll die Untersuchung der Topographie der Stadt sein.